# ورزشگاه آلیانتس آرنا
آلیانتس آرنا (به آلمانی: Allianz Arena) ورزشگاه سرپوشیدهٔ فوتبال در شمال مونیخ، آلمان است. در حال حاضر، باشگاه بایرن مونیخ بازی‌های خانگی خود را از ابتدای فصل ۰۶–۲۰۰۵ در این ورزشگاه برگزار می‌کند. این ورزشگاه در سراسر جهان به‌خاطر فناوری ای‌تی‌اف‌ای و قابلیت تغییر رنگ نمای بیرونی خود معروف است و اولین ورزشگاهی در جهان بود که چنین ویژگی را داشت. پیش از این، ورزشگاه المپیک مونیخ محل برگزاری بازی‌های خانگی دو تیم بایرن مونیخ و مونیخ ۱۸۶۰ از ۱۹۷۲ بود. آلیانتس آرنا دومین ورزشگاه بزرگ در کشور آلمان پس از ورزشگاه وستفالن باشگاه بروسیا دورتموند (واقع در دورتموند) است. قبلاً مونیخ ۱۸۶۰ ۵۰٪ از سهم این ورزشگاه را در اختیار داشت ولی بایرن مونیخ سهام آن‌ها را در آوریل ۲۰۰۶ به ارزش ۱۱ میلیون یورو خریداری کرد. این به مونیخ ۱۸۶۰ اجازه می‌دهد تا در این ورزشگاه بازی کند ولی این باشگاه صاحب هیچ حقی برای آن نیست. در ژوئیه ۲۰۱۷ بایرن مونیخ سهام مونیخ ۱۸۶۰ را به‌صورت کلی از این باشگاه خرید و با اختصاصی کردن ورزشگاه برای خودش رنگ و لعاب جدیدی به آن افزود.
گروه خدمات مالی آلیانتس، حقوق نام این ورزشگاه را تا سی سال خریداری کرده اما در بازی‌های رسمی فیفا و یوفا نمی‌توان از این نام استفاده کرد چراکه سیاست‌های منع حمایت‌نکردن از شرکت‌های اسپانسر محلی که شرکای رسمی مسابقات بین‌المللی نیستند، بر این دو نهاد حاکم است. در طول جام جهانی ۲۰۰۶، نام ورزشگاه به «فیفا دبلیو-ام اشتادیون مونشن» یا «ورزشگاه جام جهانی فیفا مونیخ» تغییر یافت. در مسابقات باشگاهی یوفا نیز ورزشگاه با نام «فوسبال آرنا مونشن» یا «ورزشگاه فوتبال مونیخ» شناخته می‌شود.

این ورزشگاه میزبان فینال لیگ قهرمانان اروپا ۲۰۱۲ بین تیم‌های بایرن مونیخ و چلسی نیز بود که پس از ضربات پنالتی به قهرمانی چلسی منجر شد. از سال ۲۰۱۲، موزهٔ رسمی باشگاه بایرن مونیخ با نام «اف‌سی ارلبنیس‌ولت» در این ورزشگاه واقع شده‌است. 

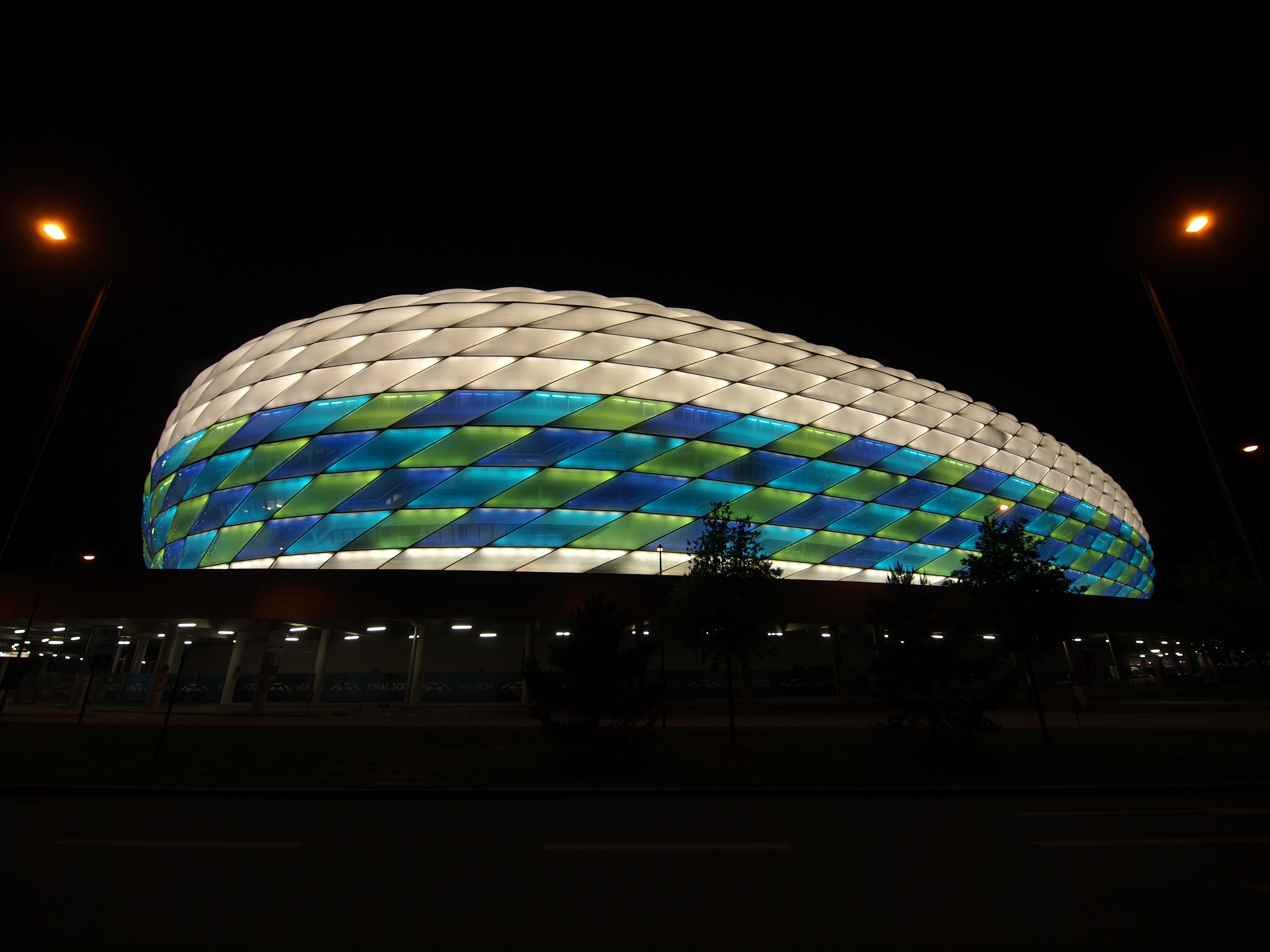
آلیانتس آرنا در طول میزبانی فینال لیگ قهرمانان اروپا ۲۰۱۲

## طراحی

### گنجایش
در ۱۶ ژانویه ۲۰۰۶ با موافقت شهروندان و مسئولان مونیخ، تعداد صندلی‌های ورزشگاه از ۶۹۰۰۰ به ۷۱۰۰۰ افزایش یافت. این تعداد صندلی شامل صندلی‌های ایستادهٔ ورزشگاه نیز می‌شدند. سطح پایینی محل نشستن تماشاچیان دارای ۲۰۰۰۰ صندلی، سطح میانی دارای ۲۴۰۰۰ صندلی و سطح فوقانی دارای ۲۲۰۰۰ صندلی می‌باشد. ده هزار و چهارصد تا از صندلی‌های بخش پایین ورزشگاه قابلیت تبدیل به صندلی‌های ایستاده را دارند و بنابراین می‌توان از روی آن‌ها بازی را به‌صورت ایستاده نیز دنبال کرد که این باعث می‌شود ۳۱۲۰ نفر دیگر بتوانند به جمع تماشاچیان ایستاده اضافه شوند. درکل، گنجایش اختصاصی ورزشگاه شامل ۲۰۰۰ صندلی تجاری، ۴۰۰ صندلی رسانه‌ای، ۱۰۶ صندلی لوکس و ۱۶۵ صندلی برای معلولان و افراد داری ویلچر می‌شود. از نیمهٔ دوم فصل ۰۶–۲۰۰۵ بوندس‌لیگا، گنجایش ورزشگاه در مسابقات داخلی لیگ و جام حذفی تا ۶۹۹۰۱ نفر نیز می‌رفت ولی در مسابقات لیگ قهرمانان اروپا و یوفا، به دلیل وجود سیاست‌ها و قوانین متفاوت با رقابت‌های آلمان، گنجایش ورزشگاه در بازی‌های اروپایی ۶۶۰۰۰ نفر ماند و در ادامهٔ آن فصل گنجایش ورزشگاه به ۶۹۰۰۰ نفر محدود شد. تا قبل از آغاز فصل ۱۳–۲۰۱۲، بایرن مونیخ اعلام کرد که گنجایش آلیانتس آرنا به ۷۱۰۰۰ نفر برای مسابقات داخلی و ۶۸۰۰۰ نفر برای مسابقات خارجی افزایش پیدا کرده‌است.
داخل ورزشگاه آلیانتس آرنا شامل یک «فروشگاه هواداری» به نام «اف‌سی بایرن مونیخ مگااستور» می‌باشد که هواداران می‌توانند در آن به خرید لوازم مختلفی با مارک بایرن مونیخ بپردازند. ده‌ها رستوران و فست‌فود فروشی در محوطهٔ کنار استادیوم واقع شده‌است.
آلیانتس آرنا دارای ۴ رختکن برای بازیکنان تیم میزبان و میهمان، ۴ رختکن برای مربیان و ۲ رختکن برای داوران هر مسابقه دارد. در کناره‌های زمین ۲ بخش ۱۱۰ مترمربعی برای گرم‌کردن بازیکنان هر تیم واقع شده‌است. همچنین تعداد ۵۵۰ توالت و ۱۹۰ مانیتور کامپیوتری در این ورزشگاه وجود دارد.
در ۲۸ آوریل ۲۰۱۳، باشگاه بایرن مونیخ اعلام کرد که تا آغاز فصل ۱۴–۲۰۱۳ بوندس‌لیگا، ۳۰۰ بلیط دیگر نیز برای تماشاچیان به‌فروش خواهد رفت.
در ۲۱ ژانویه ۲۰۱۴، کارل هاینتس رومنیگه، رئیس باشگاه، اعلام کرد که گفتگوهایی در رابطه با افزایش گنجایش ورزشگاه صورت گرفته‌است و نتیجهٔ آن، نصب ۲۰۰۰ صندلی دیگر در استادیوم بود. در اوت ۲۰۱۴، اعلام شد که گنجایش کلی ورزشگاه به ۷۵۰۲۴ نفر در رقابت‌های داخلی و ۶۹۳۳۴ نفر در رقابت‌های اروپایی افزایش پیدا خواهد کرد. در ژانویه ۲۰۱۵ نیز افزایش گنجایش ورزشگاه در رقابت‌های داخلی تا ۷۵۰۰۰ و در رقابت‌های اروپایی تا ۷۰۰۰۰ اعلام شد.

## طراحی بدنه بیرونی ورزشگاه
استادیوم آلیانتس آرنای شهر مونیخ تنها ورزشگاه در دنیا است که بدنه بیرونی آن قابلیت تغیر رنگ دارد. رنگ معمولی بدنه بیرونی آن سفید است ولی در هنگامی که باشگاه فوتبال بایرن مونیخ در این استادیوم میزبان است، بدنه بیرونی آن به رنگ قرمز تغییر رنگ می‌دهد. هنگامی که تیم ملی فوتبال آلمان در این ورزشگاه میزبان است رنگ بدنه بیرونی آن سفید است. قبل از احداث این ورزشگاه، بازی‌های تیم فوتبال بایرن مونیخ در ورزشگاه المپیک مونیخ برگزار می‌شد.

## مشخصات

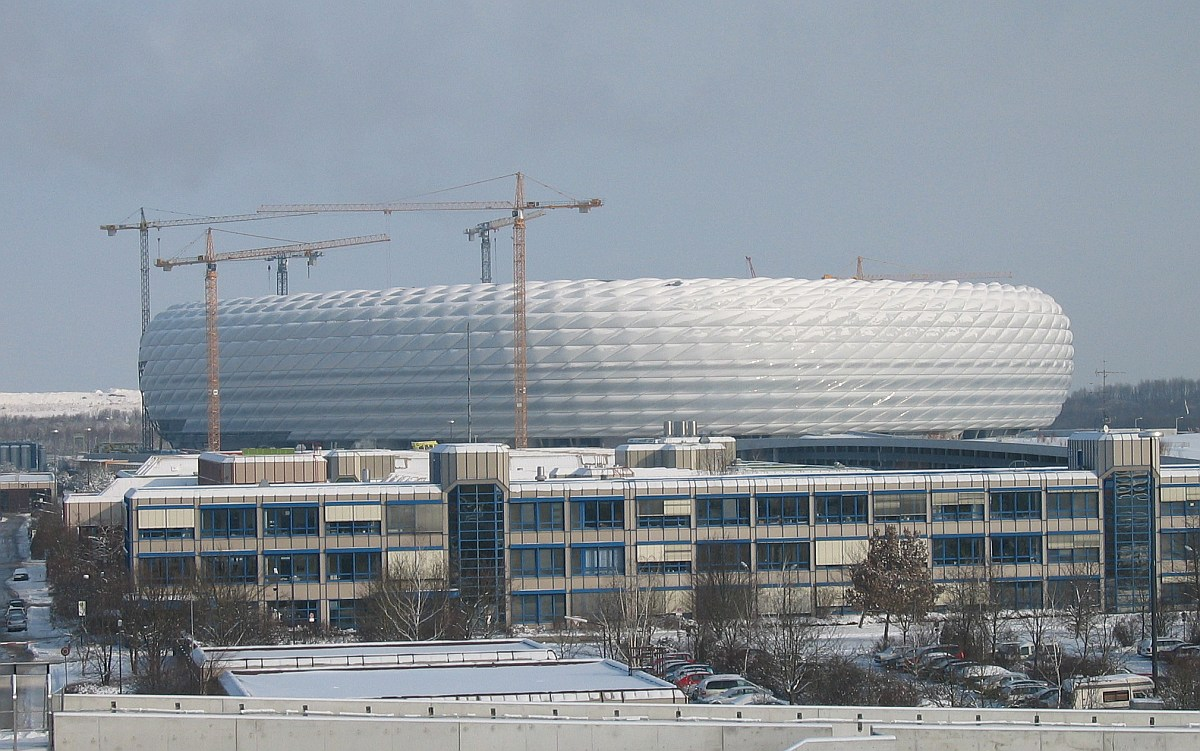
آلیانتس آرنا هنگام ساخته شدن

این استادیوم بر لبه شمالی شوابینگ در زمینهای فروتمانینگ، مونیخ بنا شده‌است و ۷۵٬۰۲۴ نفر ظرفیت دارد.
آلیانتس آرنا اولین استادیوم جهان است که قابلیت تغییر کامل رنگ بیرون ورزشگاه را دارد.

### نورپردازی و رنگ
هر یک از رنگ‌هایی که این ورزشگاه به خود می‌گیرد، معنای خاصی دارد. هنگامی که بایرن مونیخ در آن بازی می‌کند دیواره‌هایش به رنگ قرمز، هنگام پذیرایی از مونیخ ۱۸۶۰ به رنگ آبی و هنگام بازی کردن تیم ملی فوتبال آلمان به رنگ سفید در می‌آید.

### پارکینگ
پارکینگ مجموعه بزرگ‌ترین در اروپا است و شامل چهار طبقه است و ظرفیت ۹۸۰۰ اتومبیل را دارد.

### ابعاد(دستگاه متریک)

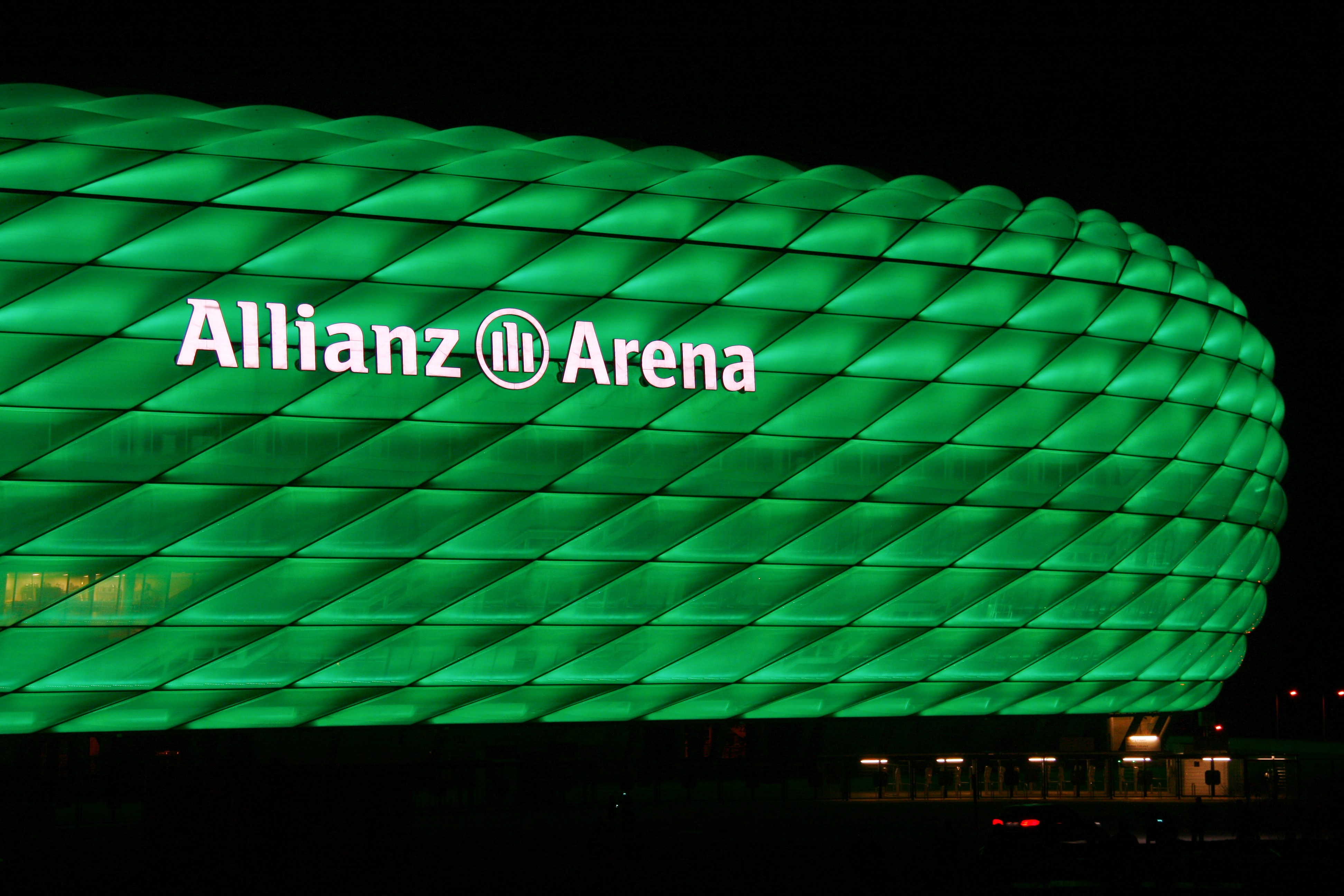
آلیانتس آرنا در روز سنت پاتریک

استادیوم: ۲۵۸ * ۲۲۷ * ۵۰ متر
زمین بازی: ۱۰۵ * ۶۸ متر

گاراژ پارکینگ: ۲۷۰ هزار متر مربع

## تاریخچه
در ۲۱ اکتبر ۲۰۰۲ رای‌گیری انجام شد که آیا باید در این مکان و با امکانات شهر مونیخ، استادیوم جدیدی ساخته شود یا نه. حدود دو سوم رای‌دهندگان رای موافق دادند. گزینه دیگری به جای ساختن این استادیوم، بازسازی عظیم استادیوم المپیک مونیخ بود اما معمار آن استادیوم، گوتهر بهنیش، با این موضوع مخالفت کرده بود.
کار ساخت و ساز از پاییز ۲۰۰۲ شروع شد و در اواخر آوریل ۲۰۰۵ به اتمام رسید. ساخت استادیوم باعث شد تغییراتی اساسی در منطقه داده شود.
در ۳۰ مه ۲۰۰۵ مونیخ ۱۸۶۰ بازی ای نمایشی در مقابل اف. سی نورنبرگ برگزار کرد. فردای آن بایرن مونیخ مقابل تیم ملی آلمان بازی کرد. این دو بازی افتتاحیه این استادیوم بودند. بلیط‌های هر دو بازی از اوایل مارس ۲۰۰۵ فروخته شده بودند. این آغازی بر کار ورزشگاه بود. این پاتریم میلچرائوم از مونیخ ۱۸۶۰ بود که گل اول در بازی اول را زد و اسم خود را به عنوان اولین گلزن این استادیوم ثبت کرد.
اولین گلزن این استادیوم در بازی‌های رسمی، اوون هارگریوز از بایرن مونیخ بود که در پیروزی ۳–۰ آن‌ها مقابل بوروسیا مونشن گلادباخ در ۵ اوت ۲۰۰۵ آن را به ثمر رساند. اولین گل تیمهای حریف را تیم دینامو درسدن در بازی ۹ سپتامبر ۲۰۰۵ مقابل مونیخ ۱۸۶۰ به ثمر رساند.
اولین گل رسمی که در این استادیوم مقابل بایرن مونیخ به ثمر رسید، توسط میروسلاو کلوزه از وردربرمن در بازی ۵ نوامبر ۲۰۰۵ بود. آن بازی نهایتاً ۳–۱ به نفع بایرن تمام شد.

### جام جهانی ۲۰۰۶
این استادیوم از استادیوم‌های جام جهانی بود اما طبق قوانین فینا در طول جام جهانی ۲۰۰۶ نام ورزشگاه ورزشگاه جام جهانی فیفای مونیخ بود.
بازی افتتاحیه جام بین آلمان و کاستاریکا در ساعت شش بعدازظهر روز نهم ژوئیه ۲۰۰۶ در همین ورزشگاه برگزار شد.
جمعاً سه بازی گروهی و یک بازی از مرحله یک‌هشتم نهایی (آلمان ۲–۰ سوئد) و یک بازی از مرحله نیمه نهایی (فرانسه ۱–۰ پرتغال) در این استادیوم برگزار شد.

## معماری
ایده معماران این استادیوم، هرتزوگ و دمورن، سنت‌شکنی در شیوه طراحی رایج استادیوم‌های ورزشی می‌باشد. آن‌ها با توجه به این‌که طراحی استادیوم یک امر فرهنگی است نه مهندسی، کار طراحی خود را برای این استادیوم آغاز نمودند. منبع الهام آن‌ها از فرم سازه‌های کششی و سیستم‌های خرپایی می‌باشد. معماران این مجموعه معتقد هستند که ورزشگاه فقط برای دیدن فوتبال یا ورزش نیست بلکه مانند شهر کوچکی می‌باشد.

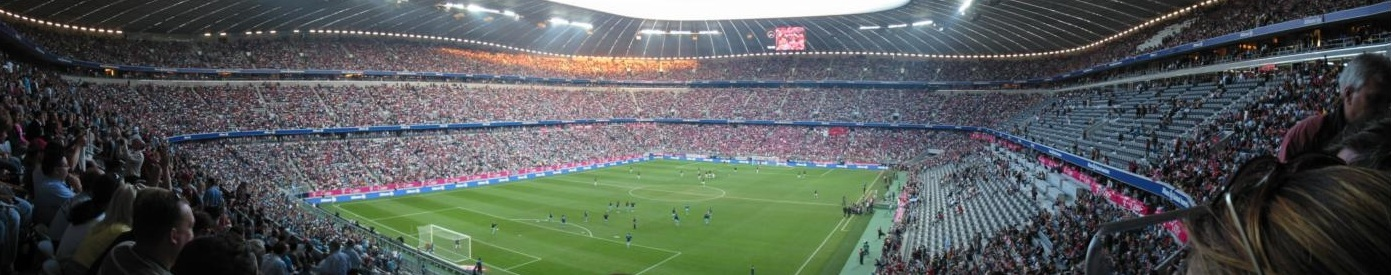
تصویر سراسرنما از درون آلیانتس آرنا، حین بازی تیم‌های بایرن مونیخ و مونیخ ۱۸۶۰، ۱۰ ژوئن ۲۰۰۶.

## واژه‌نامه
1. ↑  FIFA WM-Stadion München
2. ↑  FIFA World Cup Stadium, Munich
3. ↑  Fußball Arena München
4. ↑  Football Arena Munich
5. ↑  FC Bayern Erlebniswelt
6. ↑  Fan Shop
7. ↑  FC Bayern Munich Megastore